# Johann Karl Wilhelm Illiger
Johann Karl Wilhelm Illiger, född 19 november 1775 i Braunschweig, död 10 maj 1813 i Berlin, var en tysk zoolog och entomolog.
Johann Karl var son till köpmannen Johann Jakob Illiger och hade sex syskon. Redan i skolan visade han ett stort intresse för naturen och skapade en botanisk samling. Han började studera medicin men var tvungen att avbryta detta på grund av en allvarlig sjukdom. Under den följande tiden bodde Illiger hos sin lärare från skolan och fortsatte lärarens arbete om insekter. Illiger skrev betydande böcker om skalbaggar och beskrev många nya arter.
Efter 1799 var Illigers hälsa bättre och han studerade i Helmstedt och Göttingen. En stor framgång för den zoologiske systematiken var Illigers bok Versuch einer vollständigen Terminologie für das Thierreich und Pflanzenreich (Försök till en omfattande terminologi för djur- och växtriket).
1802 blev Illiger bekant med forskaren Graf von Hoffmannsegg som hade en omfattande insektssamling med djur från alla världens hörn. För att beskriva denna samling startade Illiger en entomologisk tidning med utgåvor mellan 1802 och 1807. Efter detta arbete fick Illiger av Universitetet i Kiel titeln doktor. Förutom de många skrifterna om insekter skrev han även om däggdjur.
1806 bosatte sig Illiger i Berlin och började ett arbete om däggdjur och fåglar från Sydamerika. Efter ytterligare ett år med nedsatt hälsa fick han 1810 uppsikten över den kungliga naturföremålsamlingen i Berlin. Fram till sin död skrev Illiger många texter om systematiken av djurriket. I dessa skrifter skilde han bland annat kloakdjuren från ordningen tandlösa och beskrev många nya släkten.